# Ennetbaden
Ennetbaden est une commune suisse du canton d'Argovie, située dans le district de Baden.

Vue aérienne (1967).

## Personnalités liées à la commune
- Anita Niesz, photographe.